# 古川好男
古川好男（Yoshio Furukawa），是一位日本前足球運動員，司职门将。他曾参与1956年在墨尔本举行的夏季奥运会足球比赛。

### 曾效力球会
- 明星高等学校
- 关西大学
- 日本邓洛普